# Richey James Edwards
Richey James Edwards, nascut el 22 de desembre de 1967 era el guitarrista i lletrista de la banda gal·lesa de rock Manic Street Preachers. Edwards està desaparegut des de 1995. El 23 de novembre de 2008, a efectes legals, la justícia britànica el va declarar "presumpte mort".

## Biografia
Richey Edwards va créixer a Blackwood, Gal·les, on va assistir a l'escola Oakdale Comprehensive. Entre 1986 i 1989 va assistir a la Universitat de Gal·les, Swansea, i es va graduar amb un grau acadèmic en història de la política. Té una germana que es diu Rachel.
Inicialment, Edwards portava Manic Street Preachers als recitals, però aviat va ser acceptat com a portaveu i quart membre. Richey mostrava poc talent musical - la seva verdadera contribució a la banda era en les lletres i el disseny. Era comú que estigués simulant tocar la guitarra en els principals xous, però era, al costat del baixista Nicky Wire, el lletrista principal. S'ha dit que Richey ha escrit aproximadament el 70% de les lletres en The Holy Bible (tercer àlbum de la banda). Ambdós estan acreditats en totes les cançons escrites abans de la desaparició d'Edwards, rebent aquest últim els crèdits en tres temes de l'àlbum Everything Must Go, de 1996, uns altres dos al costat de Wire. Malgrat la falta d'aportaments musicals per part d'Edwards, ell va contribuir a la direcció musical total, i segons la resta de la banda en el Dvd Everything Must Go, tom un paper decisiu en l'acostament al so de la banda. És possible que si Richey James no hagués desaparegut, l'àlbum que seguís a The Holy Bible hauria estat completament diferent al melòdic i accessible Everything Must Go, havent expressat un desig de crear un àlbum conceptual descripto com "Pantera coneix Screamadelica". Tanmateix, James Dean Bradfield va expressar els seus dubtes sobre la creació d'un àlbum com aquest.
El 1991 va adquirir notorietat després d'una discussió amb el periodista anglès Steve Lamacq de la Nme, que va qüestionar l'autenticitat de la banda i els seus valors, i va assegurar que l'ètica punk no era abusada, després d'un recital. Edwards li va respondre tallant al seu avantbraç les paraules "4 real" amb una fulla d'afaitar que portava. La ferida va requerir hospitalització i disset punts de sutura.
Edwards va sofrir severs atacs de depressió al llarg de la seva vida, i era obert sobre això a les entrevistes: "Si estàs desesperadament deprimit com jo ho estava, llavors disfressar-se és simplement l'última sortida. Quan era petit només volia fer-me notar. Res no podia entusiasmar-me excepte l'atenció, per això em disfressava el més que podia. L'atrocitat i l'avorriment van de la mà".
"Arriba un punt on no pots actuar més com un ésser humà - no pots aixecar-te del teu llit, no pots... fer-te una tassa de cafè sense que et succeeixi una cosa dolenta o que el teu cos sigui massa feble per caminar"
A més s'automutilava, principalment apagant-se cigarrets sobre el seu cos i tallant-se ("Quan em tallo em sento molt millor. Totes les petites coses que han pogut estar fastiguejant-me sobtadament semblen tan trivials perquè m'estic concentrant en el dolor. No sóc una persona que pugui xisclar i cridar, per això aquest és la meva única escapatòria. Tot està fet lògicament"). Els seus problemes amb l'alimentació i l'alcohol van ser ben documentats; estava, segons Nicky Wire, "a punt d'entrar en un estat d'anorèxia" quan estava en les pitjors condicions. Després del llançament del tercer àlbum de la banda, The Holy Bible, es va registrar a l'hospital psiquiàtric The Priory, faltant en alguns dels treballs promocionals de l'àlbum i obligant la banda a aparèixer com un trio a el Reading Festival.
En sortir de The Priory, els Manic Street Preachers, de tornada amb els seus quatre membres, van fer un tour per Europa amb Suede i Therapy?. L'última aparició d'Edwards amb la banda va ser al London Astoria, el 21 de desembre de 1994. El recital va acabar amb la banda trencant el seu equip i danyant el sistema d'il·luminació, provocat per la reacció violenta de Richey, que va trencar la seva guitarra a prop del final de "You Love Us".

## Desaparició
Edwards va desaparèixer l'1 de febrer de 1995, el dia en què ell i James Dean Bradfield havien d'haver volat als Estats Units, en un tour promocional. Les dues setmanes anteriors a la seva desaparició, Edwards va retirar £200 per dia del seu compte bancari, que totalitzaven £2800 fins a l'1 de febrer. Va sortir de l'hotel London Embassy a les 7 del matí, i s'ha provat que després va conduir fins al seu departament a Cardiff, Gal·les. En les dues setmanes que van seguir, va ser aparentment albirat a l'oficina de passaports i l'estació d'autobusos de Newport. El 7 de febrer, un taxista de Newport suposadament va recollir Edwards del King's Hotel a Newport i el va conduir cap a les valls, incloent Blackwood (lloc d'origen d'Edwards). Va baixar del taxi a l'estació de servei Severn View i va pagar la tarifa de £68 en efectiu.
El 14 de febrer el Vauxhall Cavalier d'en Richey va rebre una multa a l'estació de servei Severn View, i el 17 d'aquell mes l'automòbil va ser denunciat com abandonat. La policia va descobrir la bateria descarregada, amb l'evidència que havia estat usat. Des de llavors Edwards ha estat suposadament vist en una fira hippy a Goa, Índia i a les illes de Fuerteventura i Lanzarote. Hi ha hagut altres observacions al·legades de Richey James, especialment als anys que van seguir la seva desaparició. No obstant això, cap d'aquestes no ha estat provada com a concloent i cap no ha estat confirmada pels investigadors.

## Lletres de cançons
Richey Edwards, lletrista del grup junt amb Nicky Wire, va escriure cançons per a tan sols quatre dels discs dels Manic Street Preachers, fins a la seva desaparició (sense comptar amb el disc de caras-b). Encara que és acusat d'escriure lletres massa fosques o dramàtiques (en concret les del disc The Holy Bible, del qual va ser autor en un 75%), ja que inevitablement eren reflex de la seva tempestuosa personalitat i de tots els seus problemes psíquics, no hi ha dubte de què Richey Edwards va ser un dels millors lletristes de la seva dècada, amb una capacitat enlluernadora d'unir desesperació, nihilisme, protesta, referències històriques i culturals, retrats de l'ésser humà amb tots els seus aspectes terribles i patètics.
Els temes abordats en les seves lletres, gens tòpics (entre altres coses, va jurar no escriure mai una cançó d'amor), inclouen els seus problemes psíquics (com l'anorèxia, l'insomni), temes històrics -com l'Holocaust-, polítics -el colonialisme americà-, socials -la prostitució-, humans -l'escapisme-, l'apatia social.
A la poesia de Richey Edwards, el caracteritza un esperit desesperançat i derrotista, -a vegades fregant el depressiu-, especialment als seus al·legats sobre la crueltat de l'ésser humà, el buit social, la difícil ruta del lliurepensador i l'ideal impossible de puresa (segons ell mateix, "tots som prostitutes, nosaltres mateixos ho som, des que firmem el contracte discogràfic"). Tanmateix, sota de tot això, la seva poesia conté també un desig de llibertat i rebel·lia d'un gran romanticisme, idees escapistes que alimenten la llegenda de la seva desaparició.